# Bretagne Classic 2016
La 80.ª edición de la clásica ciclista Bretagne Classic (oficialmente: Bretagne Classic - Ouest-France) se celebró en Francia el 28 de agosto de 2016 sobre un recorrido por los alrededores de la región de Bretaña, con inicio y llegada en la ciudad de Plouay para un total de 247 km.
Hizo parte del UCI WorldTour 2016, siendo la vigésima tercera competición del calendario de máxima categoría mundial.
La carrera fue ganada por el corredor belga Oliver Naesen del equipo IAM Cycling, en segundo lugar Alberto Bettiol (Cannondale-Drapac) y en tercer lugar Alexander Kristoff (Team Katusha).

## Recorrido
La Bretagne Classic dispuso de un recorrido total de 247 kilómetros, donde los ciclistas en la parte final disputaron un circuito de 13,9 kilómetros hasta la línea de meta.

## Equipos participantes
Tomaron parte en la carrera 25 equipos: los 18 UCI ProTeam (al tener asegurada y ser obligatoria su participación), más 7 equipos Profesionales Continentales invitados por la organización. Cada formación estuvo integrada por 8 ciclistas, formando así un pelotón de 200 corredores (el máximo permitido en carreras ciclistas).
| Equipo                       | Cód. UCI | Categoría               |
| ---------------------------- | -------- | ----------------------- |
| AG2R La Mondiale             | ALM      | UCI ProTeam             |
| Astana Pro Team              | AST      | UCI ProTeam             |
| BMC Racing Team              | BMC      | UCI ProTeam             |
| Cannondale-Drapac            | CDT      | UCI ProTeam             |
| Dimension Data               | DDD      | UCI ProTeam             |
| Etixx-Quick Step             | EQS      | UCI ProTeam             |
| FDJ                          | FDJ      | UCI ProTeam             |
| IAM Cycling                  | IAM      | UCI ProTeam             |
| Lampre-Merida                | LAM      | UCI ProTeam             |
| Lotto Soudal                 | LTS      | UCI ProTeam             |
| Movistar Team                | MOV      | UCI ProTeam             |
| Orica-BikeExchange           | OBE      | UCI ProTeam             |
| Team Giant-Alpecin           | TGA      | UCI ProTeam             |
| Team Katusha                 | KAT      | UCI ProTeam             |
| Team LottoNL-Jumbo           | TLJ      | UCI ProTeam             |
| Team Sky                     | SKY      | UCI ProTeam             |
| Tinkoff                      | TNK      | UCI ProTeam             |
| Trek-Segafredo               | TFS      | UCI ProTeam             |
| Bardiani CSF                 | BAR      | Profesional Continental |
| CCC Sprandi Polkowice        | CCC      | Profesional Continental |
| Cofidis, Solutions Crédits   | COF      | Profesional Continental |
| Delko Marseille Provence KTM | DMP      | Profesional Continental |
| Direct Énergie               | DEN      | Profesional Continental |
| Fortuneo-Vital Concept       | FVC      | Profesional Continental |
| Wanty-Groupe Gobert          | WGG      | Profesional Continental |

## Clasificación final
- Las clasificaciones finalizaron de la siguiente forma:[4]

| \| Clasificación general \| Clasificación general \| Clasificación general \| Clasificación general \| Clasificación general \| \| Ciclista \| Ciclista \| Equipo \| Tiempo \| \| \| --------------------- \| --------------------- \| --------------------- \| --------------------- \| --------------------- \| \| 1.º \| Oliver Naesen \| IAM Cycling \| 5 h 58 min 46 s \| \| \| 2.º \| Alberto Bettiol \| Cannondale-Drapac \| + 2 s \| \| \| 3.º \| Alexander Kristoff \| Katusha \| + 5 s \| \| \| 4.º \| Michael Matthews \| Orica-BikeExchange \| + 5 s \| \| \| 5.º \| John Degenkolb \| Giant-Alpecin \| + 5 s \| \| \| 6.º \| Maciej Paterski \| CCC Sprandi Polkowice \| + 5 s \| \| \| 7.º \| Daniel Hoelgaard \| FDJ \| + 5 s \| \| \| 8.º \| Giacomo Nizzolo \| Trek-Segafredo \| + 5 s \| \| \| 9.º \| Matteo Trentin \| Etixx-Quick Step \| + 5 s \| \| \| 10.º \| Edvald Boasson Hagen \| Dimension Data \| + 5 s \| \| |                      |                       |                 |
| |                      |                       |                 |
| Fuente: ProCyclingStats |                      |                       |                 |
| Clasificación general |                      |                       |                 |
| Ciclista | Ciclista             | Equipo                | Tiempo          |
| 1.º | Oliver Naesen        | IAM Cycling           | 5 h 58 min 46 s |
| 2.º | Alberto Bettiol      | Cannondale-Drapac     | + 2 s           |
| 3.º | Alexander Kristoff   | Katusha               | + 5 s           |
| 4.º | Michael Matthews     | Orica-BikeExchange    | + 5 s           |
| 5.º | John Degenkolb       | Giant-Alpecin         | + 5 s           |
| 6.º | Maciej Paterski      | CCC Sprandi Polkowice | + 5 s           |
| 7.º | Daniel Hoelgaard     | FDJ                   | + 5 s           |
| 8.º | Giacomo Nizzolo      | Trek-Segafredo        | + 5 s           |
| 9.º | Matteo Trentin       | Etixx-Quick Step      | + 5 s           |
| 10.º | Edvald Boasson Hagen | Dimension Data        | + 5 s           |

## UCI World Tour
La Bretagne Classic otorga puntos para el UCI WorldTour 2016, para corredores de equipos en las categorías UCI ProTeam, Profesional Continental y Equipos Continentales. La siguiente tabla corresponde al baremo de puntuación:
| Posición   | 1º | 2º | 3º | 4º | 5º | 6º | 7º | 8º | 9º | 10º |
| Puntuación | 80 | 60 | 50 | 40 | 30 | 22 | 14 | 10 | 6  | 2   |

| Posición | Ciclista             | Equipo                | Puntos |
| -------- | -------------------- | --------------------- | ------ |
| 1.º      | Oliver Naesen        | IAM Cycling           | 80     |
| 2.º      | Alberto Bettiol      | Cannondale-Drapac     | 60     |
| 3.º      | Alexander Kristoff   | Team Katusha          | 50     |
| 4.º      | Michael Matthews     | Orica-BikeExchange    | 40     |
| 5.º      | John Degenkolb       | Team Giant-Alpecin    | 30     |
| 6.º      | Maciej Paterski      | CCC Sprandi Polkowice | 22     |
| 7.º      | Daniel Hoelgaard     | FDJ                   | 14     |
| 8.º      | Giacomo Nizzolo      | Trek-Segafredo        | 10     |
| 9.º      | Matteo Trentin       | Etixx-Quick Step      | 6      |
| 10.º     | Edvald Boasson Hagen | Dimension Data        | 2      |

Además, también otorgó puntos para el UCI World Ranking (clasificación global de todas las carreras internacionales).
| Posición   | 1º  | 2º  | 3º  | 4º  | 5º  | 6º  | 7º  | 8º  | 9º | 10º |
| Puntuación | 400 | 320 | 260 | 220 | 180 | 140 | 120 | 100 | 80 | 68  |

| Posición | Ciclista             | Equipo                | Puntos |
| -------- | -------------------- | --------------------- | ------ |
| 1.º      | Oliver Naesen        | IAM Cycling           | 400    |
| 2.º      | Alberto Bettiol      | Cannondale-Drapac     | 320    |
| 3.º      | Alexander Kristoff   | Team Katusha          | 260    |
| 4.º      | Michael Matthews     | Orica-BikeExchange    | 220    |
| 5.º      | John Degenkolb       | Team Giant-Alpecin    | 180    |
| 6.º      | Maciej Paterski      | CCC Sprandi Polkowice | 140    |
| 7.º      | Daniel Hoelgaard     | FDJ                   | 120    |
| 8.º      | Giacomo Nizzolo      | Trek-Segafredo        | 100    |
| 9.º      | Matteo Trentin       | Etixx-Quick Step      | 80     |
| 10.º     | Edvald Boasson Hagen | Dimension Data        | 68     |